# Calliopaea
Calliopaea is een geslacht van weekdieren uit de klasse van de Gastropoda (slakken).

## Soorten
- Calliopaea bellula d'Orbigny, 1837
- Calliopaea oophaga Lemche in Gascoigne & Sartory, 1974
- Calliopaea rissoana Milne Edwards, 1842
- Calliopaea souleyetii Vérany, 1846